# Sergej Syrcov
Sergej Aleksandrovič Syrcov (in russo Сергей Александрович Сырцов?; Namangan, 25 ottobre 1966) è un ex sollevatore sovietico di origine uzbeka, dal 1991 russo, campione mondiale ed europeo, che ha gareggiato nelle categorie dei pesi medio-massimi (fino a 90 kg.), dei pesi massimi primi (fino a 99 kg.) e dei pesi massimi (fino a 108/105 kg.). 
È stato due volte vice-campione olimpico.

## Carriera
Figlio di un allenatore di sollevamento pesi, fu avviato insieme ai suoi fratelli a questa disciplina da suo padre.
Nel 1985 entrò a far parte della squadra nazionale giovanile sovietica e più tardi iniziò a ottenere i primi risultati importanti da senior, vincendo la medaglia d'argento ai campionati mondiali ed europei di Atene 1989 nei pesi medio-massimi con 407,5 kg. nel totale, battuto solo dal connazionale campione olimpico e mondiale in carica Anatolij Chrapatyj (415 kg.).
Nel 1991 arrivò sul tetto del mondo, vincendo la medaglia d'oro ai campionati mondiali di Donaueschingen con 410 kg. nel totale.
L'anno seguente prese parte alle Olimpiadi di Barcellona 1992 in rappresentanza della Squadra Unificata, nata a seguito della dissoluzione dell'U.R.S.S., conquistando la medaglia d'argento con 412,5 kg. nel totale, stesso risultato del fuoriclasse georgiano Kakhi Kakhiashvili, anch'egli rappresentante della Squadra Unificata, con la medaglia d'oro assegnata a quest'ultimo grazie al suo peso corporeo inferiore di 200 grammi rispetto a quello di Syrcov.
Dal 1993 Syrcov cominciò a competere per la Russia e passò alla categoria superiore dei pesi massimi primi, vincendo la medaglia d'argento ai campionati mondiali di Melbourne con 407,5 kg. nel totale, dietro al connazionale Viktor Tregubov che concluse con lo stesso risultato nel totale.
L'anno successivo, sotto la guida tecnica di suo fratello maggiore Aleksandr, Sergej Syrcov vinse nel mese di maggio la medaglia d'oro ai campionati europei di Sokolov con 415 kg. nel totale e qualche mese dopo vinse anche il suo secondo titolo mondiale ai campionati mondiali di Istanbul, tre anni dopo il primo, con lo stesso risultato nel totale del precedente titolo europeo.
Nel 1995 Syrcov fece un altro salto di categoria, passando a quella superiore dei pesi massimi (fino a 108 kg.), vincendo la medaglia d'oro ai campionati europei di Varsavia con 410 kg. nel totale.
Ai successivi campionati mondiali di Guangzhou dello stesso anno, però, Syrcov rientrò nei pesi massimi primi e ottenne la medaglia d'argento con 410 kg. nel totale, nuovamente battuto da Kakhiashvili grazie al peso corporeo inferiore, avendo anch'egli terminato con 410 kg. nel totale.
Nel 1996 Syrcov prese parte alle Olimpiadi di Atlanta, passando nuovamente nei pesi massimi, e anche in questa occasione dovette accontentarsi della medaglia d'argento con 420 kg. nel totale, alle spalle dell'ucraino Timur Tajmazov (430 kg.).
Dopo le Olimpiadi di Atlanta '96 partecipò ad altri due campionati del mondo, terminando fuori classifica a Chiang Mai 1997 e al 6º posto a Lahti 1998 (categoria fino a 105 kg.).
Poco dopo Syrcov si ritirò dall'attività agonistica, diventando anch'egli allenatore di sollevamento pesi, come suo padre e suo fratello Aleksandr, divenendo in seguito anche responsabile tecnico della nazionale juniores russa di sollevamento pesi.
Nel corso della sua carriera di sollevatore stabilì sette record del mondo, tutti nella categoria dei pesi massimi primi, di cui due nella prova di strappo, due nella prova di slancio e tre nel totale.